# 硫化镱
硫化镱是一种无机化合物，化学式为Yb2S3。它可由镱和硫在氯化钠熔体中于850 °C反应得到，或氧化镱和二硫化碳在高温的反应制得。
它和偏磷酸镱（Yb(PO3)3）在900 °C反应，可以得到四硫代磷酸镱（YbPS4）。它在空气中加热，可以氧化为Yb2O2SO4。